# Jack Ceitelis

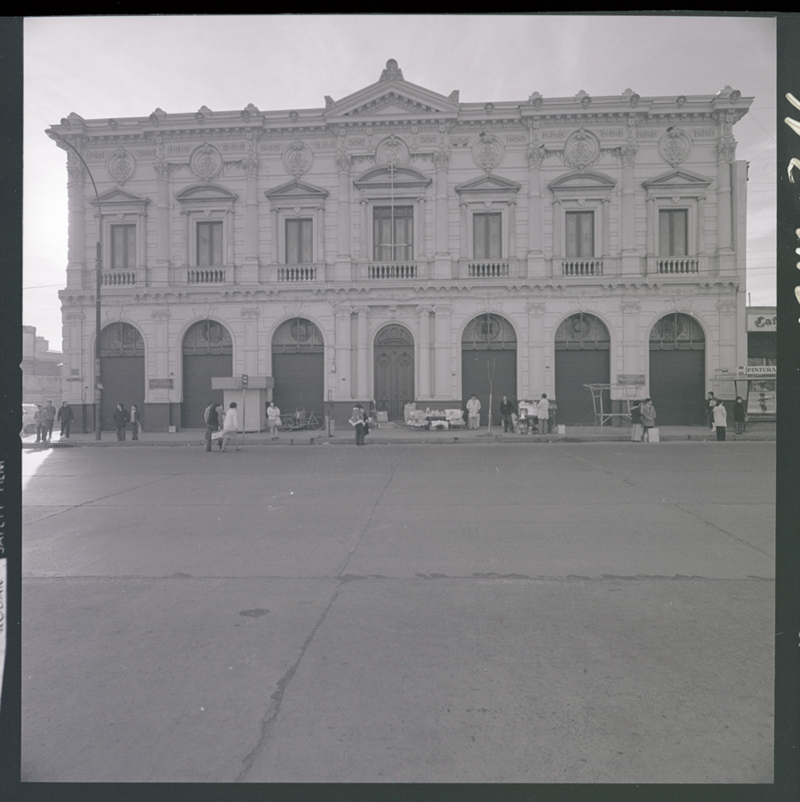
Fotografía de Jack Ceitelis en 1977: Palacio Rivas (Antigua Ferretería "Montero y Cia.") en la Avenida Libertador General Bernardo O'Higgins con calle San Martín.

Jacobo Ceitelis Rubinstein o Yakov Haim Tseitel Rubinshtein (Šiauliai, Lituania el 6 de diciembre de 1929 - Santiago de Chile el 8 de abril de 2020) fue un fotógrafo que llega en su niñez a Chile en 1940 junto con su familia desde Europa, para luego trabajar de forma autodidacta capturando en imágenes la historia industrial, el patrimonio arquitectónico y el paisaje de Chile. Su obra es parte fundamental del género de fotografía industrial de Chile durante el siglo XX.

## Biografía
En 1940, cuando la Segunda Guerra Mundial ya había estallado, Jack Ceitelis y su familia salieron desde Lituania y cruzando en tren toda Alemania desde el norte hasta Italia, para finalmente zarpar en el buque “Pricipessa Maria” desde Génova hasta Buenos Aires, para luego seguir viajando hasta llegar a Chile.
Ceitelis desde niño siempre tuvo una atracción por la estética chilena de mediados del siglo XX, la vida de campo, los paisajes y la ajetreada ciudad; lo que luego ya de adulto cambiaría, para aprender a ver los detalles visuales en, los chispazos de los mazos industriales, la maquinaria pesada, las tronaduras de los áridos y el brillo de los procesos de la faena minera. También gustaba de la ingeniería y de las grandes construcciones viales, portuarias e hidráulicas. Aprendía y luego conocía sobre construcción y de los materiales que capturaba con su cámara.
Su obra siempre estuvo enfocada en la construcción industrial, la arquitectura de detalle, las fachadas y también en la fotografía de paisaje. Sus fotos se pueden reconocer por la pulcritud del encuadre; en dónde las estructuras se logran apreciar con un gran nivel de detalle y con fugas intencionalmente enmarcadas. Su trabajo fue publicado tanto en Chile como en el extranjero.

## Trayectoria
Jack Ceitelis destacó como figura clave de la fotografía chilena y como formador de toda la generación de los 50 y 60, al fotógrafo Antonio Quintana, quien también fuera maestro de Domingo Ulloa.
En la década de los 50, Ceitelis conoce a quien fuese una pieza fundamental en su desarrollo en la fotografía de naturaleza; el fotógrafo y andinista Manuel Bazán Dávila, con quien junto a un grupo de andinistas fotógrafos, entre los cuales se encontraban Luis Ladrón de Guevara, René Combeau, y Claudio di Girólamo, salen a la cordillera para mejorar su formación independiente y sus técnicas.
Su trabajo en fotografía comenzó de forma destaca en el año 1960, cuando ocurrió el mega terremoto de Valdivia de 9.6° en escala de Richter. En ese momento una empresa constructora le encargó tomar registro fotográfico de los daños que dejó la catástrofe. En ello, paralelamente se dedicó a fotografiar paisaje natural de la zona.
El mismo año y por medio del contacto con Domingo Ulloa, Antonio Quintana y Roberto Montandón participa junto a muchos otros profesionales y aficionados de la fotografía nacional, en la gran exhibición fotográfica “El Rostro de Chile” inaugurada en la Casa Central de la Universidad de Chile, que luego recorrería el país y el extranjero. La exposición tuvo tanto éxito, que los negativos de la muestra se conservan en el Archivo Fotográfico de la Biblioteca Central de la Universidad de Chile.
En 1967 decide ir a trabajar por un tiempo a Australia y así capturar en imágenes la evolución del crecimiento industrial de ese país.
Ya en Chile en 1971, registra la construcción de la UNCTAD III y aplica la propia experiencia ganada en el exterior, para mostrar en sus imágenes una perspectiva diferente a lo que hacían los pares de su generación. También captura las construcciones más importantes del momento, como la renovación de la Alameda para dar paso a las vías subterráneas del tren Metro y también del levantamiento de la Torre Entel, en ese entonces el edificio más alto de Chile.
Su trayectoria desde los fines de los 60 hasta los 2000, fue parte fundamental del género de fotografía industrial del país, trabajando principalmente en el área de la construcción y de la minería, pero al mismo tiempo, logrando captar parte de la historia política de Chile.
Al ser también un entusiasta del trabajo en espacios abiertos, sus proyectos fotográficos sobre los paisajes de Chile, lo condujeron a realizar expediciones en las áridas y desérticas zonas del norte y hasta explorar en dos oportunidades la Antártica.
Luego de viajar por diversas regiones, procesó y publicó variados libros en español con versiones en otros idiomas, como lo fueron: Paisajes de Chile, Caminos de Chile, El cobre en imágenes, Chile 2000, Patagonia, Imagen del cobre, Caminos y Senderos de Chile, Rostro de Chile y Antártica.
Luego del terremoto de 8.8° en la escala de Richter que sufrió Chile el 27 de febrero de 2010, decidió autopublicar el título, “Imagen de la ingeniería chilena” en el año 2011, motivado por la increíble resistencia telúrica y calidad constructiva de las edificaciones de la ingeniería nacional. 
Ya en una avanzada edad en el año 2016, Jack Ceiltelis vende su colección audiovisual completa al Museo Histórico Nacional, a través de la Dirección de Bibliotecas, Archivos y Museos DIBAM. La colección también comprende en parte el trabajo de los álbumes de Martín Gusinde y también de los archivos de Luis Ladrón de Guevara.
En el año 2017 y luego de una entrevista en su casa, colabora con un sinnúmero de imágenes para el repositorio fotográfico patrimonial de la plataforma digital “Enterreno”, para así difundir su trabajo y mostrar la historia que pudo capturar durante años.

El fotógrafo Jack Ceitelis fallece en Santiago de Chile en el mes de abril de 2020, dejando un legado patrimonial memorable para la cultura chilena.
"Yo estaba empeñado en demostrar que un fotógrafo podía sacar de los fierros mucho más que solo fierros". 

Ceitelis para una entrevista en 2017

## Exposiciones
Hacia fines de la década de los 50, sus fotografías lo llevaron ser partícipe junto con el “Grupo Rectángulo”, una importante exposición fotográfica en el Museo Nacional de Bellas Artes. Las imágenes industriales mostraban composiciones específicas sensibles al detalle del encuadre. Dicho evento inspirará a artistas contemporáneos similares, como también a pintores y escultores abstractos de la colectividad.
Expuso dentro de Chile y en el extranjero en ferias y eventos para diversos pabellones de empresas en la FISA, tales como Molymet, Enacar, Codelco Chile, Enami, Cámara Comercio de Gran Bretaña, Emasa Bosch, Gildemeister-Hyundai, Mapesa, Tagler, Pfaff, Fisher, para el Stand de la Cámara Chileno-Alemana de Comercio, entre otros.
También realizó recurrentes exposiciones para la oficina central de Codelco y para sus divisiones, así como para instituciones y empresas como la Compañía Minera del Pacífico CAP, la Comisión Chilena de Energía Nuclear, el Museo Tecnológico, para Endesa, la Expo-Graf, la Expo Minera, para la Celulosa Constitución, el Banco Central de Chile, para Emasa-Bosch, el Museo Mineralógico de Copiapó y también para otros diversos.

## Asociaciones
Jack Ceitelis junto al fotógrafo Luis Ladrón Guevara Larsen, fundaron el estudio Ladrón de Guevara y Compañía en 1959. Trabajaron en el registro fotográfico y la publicidad asociada a las principales filiales y empresas industriales de la CORFO. Con esos trabajos, su asociación se consolidó fuertemente en el registro documental en el fomento a la actividad industrial del Estado.
En dicha asociación, capturó también la creciente industria e infraestructura desarrollado por diversas empresas chilenas, como lo fueron la Empresa Nacional de Electricidad (ENDESA), la Compañía de Acero del Pacífico (CAP), la Empresa Nacional de Petróleo (ENAP), la Empresa Nacional de Telecomunicaciones (ENTEL), la Empresa Metropolitana de Obras Sanitarias (EMOS), la Industria Azucarera Nacional S.A. (IANSA), la Empresa Nacional de Minería ENAMI, Compac, Socometal, Chilectra, entre muchas otras.

En 1984 fue parte del grupo Foto Banco, fundándolo junto a sus colegas; Luis Ladrón de Guevara, Manuel Opazo, Ricardo Astorga, Luis Poirot, Ángelo Canepa, Jorge Ianizeski, Juan Domingo Marinelo, Alfonso Barrios y Jaime Álvarez.
"Mi labor se ha orientado hacia los temas paisajistas y lo que hay detrás del paisaje, con su infraestructura y su variedad. Este tema con todo su colorido ha sido una constante en toda mi labor plasmada en exposiciones y libros."

Ceitelis para una entrevista

## Publicaciones
1. Ceitelis, Jack • Alguero, Impresos. Paisaje de Chile. Editorial Librairie Française. Noviembre 1982.[31]
2. Ceitelis, Jack • Coloane, Francisco. Antártica. Editorial Andrés Bello. Santiago de Chile 1985.[32][33]
3. Ceitelis, Jack • Hachette, Editorial. Caminos de Chile. Editorial Librairie Française. 1989. ISBN: 956-201-082-0.[34]
4. Ceitelis, Jack • Codelco, Chile. El cobre en imágenes. Editorial Albatros, 1989.[35]
5. Ceitelis, Jack • Codelco, Chile. División Chuquicamata. Editorial Albatros, 1990.[36]
6. Ceitelis, Jack • Coloane, Francisco. Patagonia, fotografías de Jack Ceitelis, Textos de Francisco Coloane. Editorial Grijalbo Mandadori S.A. 1999. ISBN: 956-258-087-3.[37]
7. Ceitelis, Jack • Coloane, Francisco. Antártica. Editorial Puelche. Santiago de Chile 2005. ISBN: 956-8332-27-8.[38]
8. Ceitelis, Jack • Gardilcic, Constructora. Imagen De La Ingeniería Chilena. Auto Ediciones. 2011. ISBN 956-3350-61-8. ISBN13 9789563350616.[39]

### Perfil privado
- Archivo fotográfico privado (Perfil de Jack Ceitelis)
- Jack Ceitelis en 2018
- Fuentes de entrevistas independientes

### Archivo Biblioteca Nacional de Chile
- Biografía de Jack Ceitelis en Memoria Chilena
- Jack Ceitelis en 1961

- Archivo fotográfico de la Biblioteca Nacional

### Archivo Biblioteca Nacional Australiana
- Holden car is loaded for export at Melbourne dockside, June 1967. CEITELIS, Jack & Australian News and Information Bureau, photographer. National Library of Australia, PIC/10555/1893 LOC Box PIC 10555 (Enlace 1 • Enlace 2 • Enlace 3 • Enlace 4 • Enlace 5)
- Holden cars await export at Melbourne dockside, June 1967. CEITELIS, Jack & Australian News and Information Bureau, photographer. National Library of Australia, PIC/10555/1894 LOC Box PIC 10555 (Enlace 1 • Enlace 2 • Enlace 3)